# Julianne McNamara

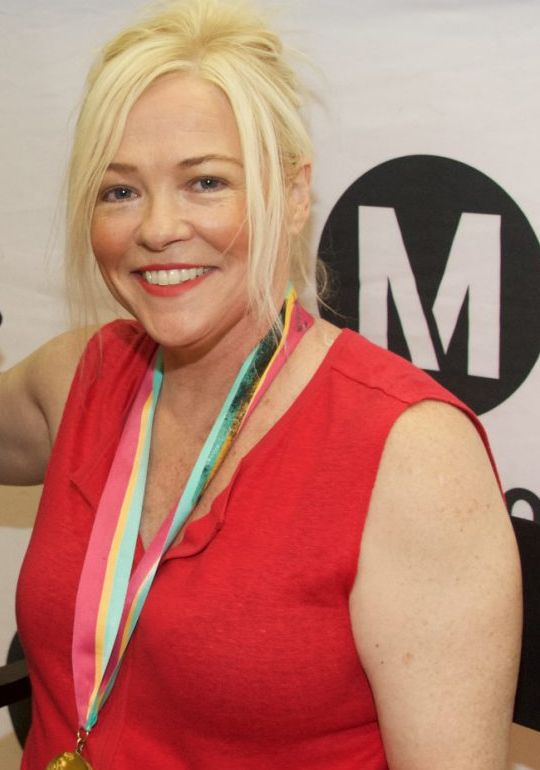
Julianne McNamara år 2016

Julianne McNamara född den 11 oktober 1965 i Flushing, New York, är en amerikansk gymnast.
Hon tog OS-silver i lagmångkampen, OS-silver i fristående och OS-guld i barr i samband med de olympiska gymnastiktävlingarna 1984 i Los Angeles.